# Tammam Salam

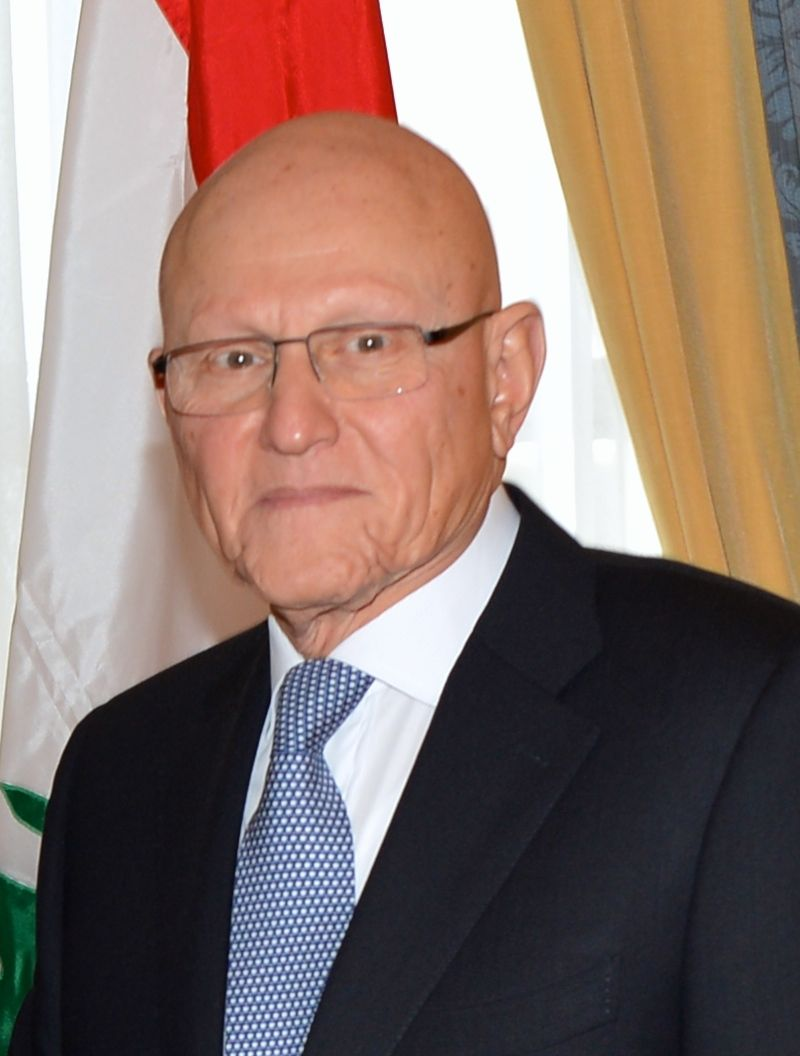
Salam in 2014

Tammam Saeb Salam (geboren 13 mei 1945) is een Libanees politicus. Hij was van februari 2014 tot december 2016 premier van Libanon. Hoewel soennitisch stond hij aanvankelijk dicht bij de pro-Syrische politici. Later is hij meer naar het anti-Syrische kamp opgeschoven, maar hij heeft nog steeds goede banden met zowel de pro-Syrische 8-maart-beweging als de anti-Syrische 14-maart-beweging.
Salam zat tussen 1996 en 2000 en tussen 2009 en 2013 in het parlement. Tussen 2008 en 2009 was hij minister van cultuur in het kabinet van Fouad Siniora. Op 6 april 2013 kreeg hij van een meerderheid (124 van 128 stemmen) de opdracht een overgangsregering te vormen tot de verkiezingen van juni dat jaar. Hij gaf aan zelf niet mee te dingen naar een positie na die verkiezingen.